# GE-Hitachi
GE Hitachi Nuclear Energy (GEH) — производитель и разработчик ядерных реакторов, поставщик услуг в сфере ядерной энергетики. Штаб-квартира находится в Уилмингтоне, Северная Каролина, США. 
Первоначально компания была сформирована в виде совместного предприятия GE-Hitachi Nuclear Energy Americas (GE-Hitachi Nuclear Energy U.S.), позднее, в июне 2007 года, GE и Hitachi официально создали альянс GE Hitachi Nuclear Energy (GEH) для целей ведения глобального бизнеса в сфере ядерной энергетики. 
В ноябре 2015 г. генеральным директором компании был назначен Джей Уайлман.

## История
В 1955 году в компании General Electric был создан отдел атомной энергетики. Два года спустя, в 1957 году, первый ядерный энергетический реактор GE, чья разработка и постройка финансировалась из частных источников, начал вырабатывать электроэнергию для коммерческого использования в Валлеситосе, Калифорния.
В 1960 году GE разработала и, по заказу энергетической компании Commonwealth Edison построила недалеко от Чикаго АЭС Дрезден.
В 1960-х годах GE, совместно с Аргоннской национальной лабораторией участвовала в разработке технологии кипящего водо-водяного реактора (BWR). Исследования в рамках проекта продолжались в течение следующих 50 лет, в результате чего было произведено 6 различных поколений реакторов BWR.
В 1997 г. конструкция усовершенствованного кипящего водно-водяного реактора ABWR компании GE-Hitachi была сертифицирована в США Комиссией по ядерному регулированию США в качестве окончательной версии дизайна реактора.
В 2005 году компания GE Hitachi подала заявку на сертификацию конструкции своего экономичного упрощённого кипящего водо-водяного реактора (ESBWR) в NRC. Этот проект получил положительный отчет об оценке безопасности и был окончательно утвержден проекта 9 марта 2011 г.
7 июня 2011 г. NRC завершила период общественного обсуждения. Окончательное решение комиссии было опубликовано 16 сентября 2014 г. после того, как были разрешены две ранее нерешенные технические проблемы.
В 2013 году, после покупки Horizon Nuclear Power, Hitachi начала процесс оценки типового проекта Hitachi-GE ABWR совместно с Управлением по ядерному регулированию Великобритании. Процесс был завершен в декабре 2017 года. В январе 2020 года компания начала процесс лицензирования BWRX-300 в Комиссии по ядерному регулированию США

## Реакторы
Среди наиболее значимых разработок GEH можно назвать
- Усовершенствованный кипящий водно-водяной реактор (ABWR)
- Экономичный упрощённый кипящий водо-водяного реактор (ESBWR)
- Инновационный малый модульный энергетический реактор (PRISM) — быстрый реактор-размножитель с натриевым охлаждением.

В 2018 году GEH и компания Holtec International договорились о сотрудничестве в сфере коммерциализации Holtec SMR-160 — небольшого модульного кипящего водо-водяного реактора мощностью 160 МВт.
В 2020 году GEH в партнерстве с TerraPower разработала реактор с натриевым охлаждением.

## Прочие услуги
GEH предлагает услуги по модернизации и техническому обслуживанию АЭС, в том числе проведение комплекса работ по продлению срока службы станций. Подразделение топливного цикла GEH поставляет ядерное топливо и связанные с ним услуги клиентам по всему миру. GE Hitachi Nuclear Energy также владеет предприятием Morris Operation — фактически единственным хранилищем высокорадиоактивных отходов в США